# Osmia latreillei
Osmia latreillei là một loài Hymenoptera trong họ Megachilidae. Loài này được Spinola mô tả khoa học năm 1806.